# 甘油醛
甘油醛（glyceraldehyde (glyceral)）是一个丙糖，化学式为C3H6O3，是最简单的醛糖。它是有甜味的无色晶体，作为糖类代谢的中间产物，同时也在D-/L-标记中作为标准物。

## 制取
甘油醛与二羟基丙酮都可通过甘油的温和氧化制备。氧化剂可以是过氧化氢，用二价铁盐催化。L-山梨糖氧化断裂可得到L-甘油醛。D-果糖氧化断裂可得D-甘油醛。

## 性质
甘油醛容易发生烯醇化转化为二羟基丙酮（Lobry-de Bruyn-van Ekenstein转化），水溶液中与后者形成平衡混合物，称为丙糖。其醛基较活泼，一般以甲醇缩醛的形式保存。

## D-/L-标记
甘油醛有一个手性中心，存在两个对映异构体，分别称为R-及S-型。
| 对映异构体   | D-甘油醛 (R)-甘油醛 (+)-甘油醛 | L-甘油醛 (S)-甘油醛 (−)-甘油醛 |
| 费歇尔投影式 | D-甘油醛                       | L-甘油醛                       |
| 键线式       | D-甘油醛                       | L-甘油醛                       |
| 球棍模型     | D-甘油醛                       | L-甘油醛                       |

单糖和氨基酸可按D-、L-标记。两个系列的划分是以甘油醛的结构为比较标准，并根据费歇尔投影式中最下面一个不对称碳原子的构型决定。若单糖的该手性碳原子与D-甘油醛相同，羟基位于右端，则标记为D-系列；若与L-甘油醛相同，羟基位于左端（Left对应L-），则标记为L-系列。这种标记方法是历史上鉴定糖类结构而遗留下来的。19世纪末期，在不知道两种甘油醛异构体中手性原子的绝对构型的情况下，化学家人为地将右旋的甘油醛定为费歇尔投影式中羟基在右的异构体，称为D-异构体；将左旋的定为羟基在左的甘油醛，称为L-异构体，并以此为基础，将很多可以转化为甘油醛或与甘油醛在结构上相关的化合物按D-/L-方法标记。1951年的X射线晶体分析确认，右旋甘油醛的绝对构型的确是D-型结构的，与当初的猜测恰好吻合。
用D-/L-方法标记氨基酸时，羧基位于上端，R取代基位于下端。若氨基在左，则定为L-氨基酸；若在右则定为D-氨基酸。
需要注意的是，D-、L-标记与R-/S-标记、-(-)-/-(+)-旋光标记并无直接关系，并且D-、L-标记有很多不足，比较严谨的是用系统命名法和普通命名法来区分不同的化合物。

## 延伸阅读
- Chin. Chem. Soc., Vol. 48(9) 283 (1999) （页面存档备份，存于） On the Assignment of Anomeric Configuration (pdf)